# Секу Конде
Секу Конде (фр. Sékou Condé, 9 липня 1993, Конакрі, Гвінея) — гвінейський футболіст, захисник.

## Життєпис

### Ранні роки
За словами самого гравця, футболом він почав серйозно займатися тільки в 14 років, через те, що його батько був проти цього, оскільки хотів, щоб Секу став ученим або адвокатом. Тому тільки через деякий час після смерті батька він отримав можливість потрапити в секцію, до цього ж Конде грав лише у дворі з сусідами.

### Клубна кар'єра
Спочатку Секу приїхав в 2009 році на перегляд в «Волинь», яка єдиною з усіх надіслала відповідь, хоча батько футболіста писав листи в багато клубів Росії, Туреччини та України. Однак вакансії захисників в луцькому клубі були заповнені, і Конде був змушений покинути розташування команди Віталія Кварцяного. Потім гвінеєць поїхав до Харкова, де жив його рідний брат, який представив його адміністратору «Металіста», після чого той зв'язався з Мироном Маркевичем, який сказав, щоб Секу тренувався з дублем. В результаті Конде там тренувався близько півроку без укладення контракту і, відповідно, без отримання грошей.
У 2012 році агент гвінейця Сергій Задорожний організував йому перегляд в молодіжній команді дніпропетровського «Дніпра», в першому ж спарингу за яку проти резервної команди «Ворскли» Секу вийшов у другому таймі і забив гол. У підсумку після декількох ігор з ним підписали контракт. У складі «Дніпра» перебував до 2014 року, однак виступав тільки за молодіжну (U-21) команду клубу, провівши за неї 41 матч і забив 1 м'яч.
У вересні 2014 роки зіграв 2 матчі в Першій лізі Ізраїлю за «Хакоах-Амідар» з Рамат-Гана, потім перейшов в «Хапоель» (Петах-Тіква), в складі якого провів 3 гри в чемпіонаті Ізраїлю сезону 2014/15 років.
12 липня 2015 року було повідомлено, що Секу підписав контракт з донецьким «Олімпіком» терміном на 4 роки. 9 серпня того ж року вперше потрапив в заявку клубу на матч Прем'єр-ліги проти луганської «Зорі», а 15 серпня дебютував в основному складі «Олімпіка» у домашній грі Прем'єр-ліги проти «Олександрії», вийшовши на заміну замість Максима Драченка на 92-ій хвилині зустрічі.
25 липня 2016 року офіційний сайт «Амкара» повідомив про те, що з Конде підписано угоду строком на один сезон.
Став першим гвінейцем, який зіграв у чемпіонатах Росії по футболу.

### Кар'єра в збірній
Влітку 2013 року отримав запрошення до молодіжної збірної України, але відмовився, чекаючи виклику з Гвінеї, грати за національну збірну якої було його мрією дитинства. Наприкінці вересня 2015 року вперше отримав виклик до збірної Гвінеї, в складі якої дебютував 9 жовтня цього ж року, замінивши Ідріссу Сілла на 67-ій хвилині товариського матчу зі збірною Алжиру, на 96-й хвилині якого Секу отримав жовту картку.

## Статистика

### Клубна статистика
Станом на 25 липня 2016
| Клуб                  | Ліга         | Сезон   | Чемпіонат | Чемпіонат | Кубок | Кубок | Дубль | Дубль |
| Клуб                  | Ліга         | Сезон   | Матчі     | Голи      | Матчі | Голи  | Матчі | Голи  |
| --------------------- | ------------ | ------- | --------- | --------- | ----- | ----- | ----- | ----- |
| «Дніпро»              | Прем'єр-ліга | 2012/13 |           |           |       |       | 21    | 0     |
| «Дніпро»              | Прем'єр-ліга | 2013/14 |           |           |       |       | 20    | 1     |
| Хакоах-Хамідар        | Ліга Леуміт  | 2014/15 | 2         | 0         |       |       |       |       |
| Хапоель (Петах-Тіква) | Прем'єр-ліга | 2014/15 | 3         | 0         |       |       |       |       |
| Олімпік               | Прем'єр-ліга | 2015/16 | 13        | 0         | 3     | 0     |       |       |
| Амкар                 | Прем'єр-ліга | 2016/17 | 0         | 0         | 0     | 0     |       |       |

### Статистика в збірній
Станом на 6 грудня 2015
| Збірна | Сезон | Товариські | Товариські | Турніри | Турніри | Загалом | Загалом |
| Збірна | Сезон | Матчі      | Голи       | Матчі   | Голи    | Матчі   | Голи    |
| ------ | ----- | ---------- | ---------- | ------- | ------- | ------- | ------- |
| Гвінея | 2015  | 2          | 0          | 2       | 0       | 4       | 0       |

#### Матчі та голи за збірну
| № | Дата              | Суперник | Рахунок | Голи | Змагання         |
| 1 | 9 жовтня 2015     | Алжир    | 2:1     | −    | Товариський матч |
| 2 | 12 жовтня 2015    | Марокко  | 1:1     | −    | Товариський матч |
| 3 | 12 листопада 2015 | Намібія  | 1:0     | −    | кв. ЧС-2018      |
| 4 | 15 листопада 2015 | Намібія  | 2:0     | −    | кв. ЧС-2018      |
| 5 | 30 серпня 2016    | Єгипет   | 1:1     | -    | Товариський матч |